# Soninquês
Os soninquês (também chamados de saracolês) são um grupo etnolinguístico mandinga que habita a África Ocidental maioritariamente muçulmano.